# Joodse Raad voor Amsterdam
De Joodsche Raad voor Amsterdam was een op initiatief van de Duitse bezetter in februari 1941 in het leven geroepen Joodse organisatie die de Joodse gemeenschap in Amsterdam moest besturen. Deze raad kreeg na een half jaar de bevoegdheid over geheel Nederland. Via de Joodse Raad gaf de bezetter bevelen aan de Joodse gemeenschap en haar leiders, zodat de instantie tot een doorgeefluik van de anti-Joodse maatregelen werd. In september 1943 werd de leiding van de Joodse Raad naar het doorgangskamp Westerbork afgevoerd en hield de raad dus de facto op te bestaan.

## Joodse Coördinatie Commissie
De Joodse Coördinatie Commissie kan als voorloper van de Joodse Raad worden beschouwd, met dit verschil dat de Commissie uit vrije wil en zonder enige bemoeienis van de Duitse bezetter is opgericht, terwijl de Joodse Raad juist werd opgericht in opdracht van de Duitsers. Bovendien bepleitte de Commissie de belangen van de Joden bij de Nederlandse autoriteiten en niet bij de Duitse bezetter. Een van de beide voorzitters van de Joodse Raad, David Cohen, maakte ook deel uit van het bestuur van de Commissie.
Voorzitter was Lodewijk Ernst Visser, voormalig president van de Hoge Raad der Nederlanden (door de Duitse bezetter op 21 november 1940 van de waarneming van zijn functie ontheven en later ontslagen, zoals alle Joodse ambtenaren). De bedoeling was dat dit orgaan de overkoepeling van het Joodse leven in Nederland zou worden, toen dit leven onder de Duitse bezetting een ongewisse toekomst tegemoet ging. De leiding der Commissie vermeed consequent elk contact met de Duitse bezetter en stelde zich op het standpunt dat de Nederlandse Joden aangewezen waren op de bescherming van de Nederlandse overheid.
De Commissie heeft maar kort gefunctioneerd. Ruim een maand na de totstandkoming van de Commissie werd de Joodse Raad opgericht in opdracht van de bezetter. De twee instanties hebben negen maanden naast elkaar bestaan, waarbij de Commissie landelijk opereerde en de Raad eerst alleen in Amsterdam. Op 27 oktober 1941 bepaalde de bezetter echter dat de Commissie haar werkzaamheden moest staken. De Joodse Raad werd een landelijke instantie. Hierbij was er een duidelijke tegenstelling tussen Visser, die vond dat de Joodse Raad veel te gedwee was ten opzichte van de bezetter, en Cohen, die het niet nodig vond dat naast de Joodse Raad ook nog de Commissie bleef bestaan.

## Ontstaan

### Razzia in de Jodenbuurt
Vanaf de winter van 1940/'41 vielen leden van de nationaalsocialistische Weerbaarheidsafdeling van de NSB, kortweg de WA, Joden lastig in de Amsterdamse Jodenbuurt. De bewoners van deze overwegend arme buurt verzetten zich en vormden knokploegen. Ze werden in hun verzet gesteund door andere - niet-Joodse - Amsterdammers, vooral bewoners van de Jordaan en de Eilanden. Op 9 februari 1941 drongen WA-mannen, bijgestaan door Duitse militairen, op het Thorbeckeplein het café-cabaret ‘Alcazar’ binnen omdat daar nog Joodse artiesten optraden. Dit leidde tot een vechtpartij waarbij 23 mensen gewond raakten. In de vroege dinsdagavond 11 februari vond er op het Waterlooplein weer een botsing plaats tussen veertig WA-mannen en een groep, voornamelijk jonge Joden. Men ging elkaar met koppelriemen, stukken ketting, stenen en ijzeren staven te lijf. Ook werden flessen bleekwater naar de WA geworpen. Onder de gewonden was de WA-man Hendrik Koot, die drie dagen later overleed aan zijn verwondingen.

### Eis tot oprichting
Naar aanleiding van de gebeurtenissen op 9 en 11 februari 1941 liet Hans Böhmcker, Beauftragte van Amsterdam, op 12 februari om zes uur in de ochtend de Jodenbuurt volledig afsluiten door de Ordnungspolizei. In de middag van dezelfde dag ontbood Böhmcker een aantal joodse geestelijken en eiste de oprichting van een Joodse Raad die alle Amsterdamse Joden moest vertegenwoordigen. Böhmcker ontbood de toenmalige voorzitter van de Kerkeraad der Nederlands-Israëlitische Hoofdsynagoge (NIHS) Abraham Asscher, de opperrabbijn van de NIHS Lodewijk Hartog Sarlouis en de Portugees-Israëlitische rabbijn David Francès. De bijeenkomst werd ook bijgewoond door de waarnemend gemeentesecretaris J.F. Franken en van Duitse zijde de Kriminalkommissar SS-Hauptsturmführer Karl Ditges.
Na kort overleg met Sarlouis en Francès zei Asscher toe dat hij samen met prof. David Cohen de Raad zou samenstellen. Böhmcker deelde Asscher mee dat de Joodse Raad verantwoordelijk zou zijn voor rust en orde in de Jodenbuurt en de Joden in Amsterdam tot inlevering van hun wapens moest oproepen. Deed de Raad dit niet, dan zou Böhmcker een politionele huiszoeking in de Jodenbuurt bevelen met bestraffing van onbevoegde wapenbezitters. De vervolging van Joden werd voor de nazi's vergemakkelijkt indien de Joden via de Joodse Raad hun wapens zouden inleveren. Het vermoeden bestaat dat Asscher de plannen van de Duitsers in aanvang niet heeft doorzien. Asscher verklaarde later dat hij Böhmcker een correcte man vond.
De oprichting van de Joodse Raad was op 13 februari een voldongen feit. Naast Asscher trad David Cohen als medevoorzitter aan. Ook Sarlouis zou deel gaan uitmaken van de Raad. Rabbijn Francès had geen interesse in deelname. Asscher en Cohen verklaarden later niet geaarzeld te hebben om het voorzitterschap te aanvaarden en ze waren niet de enigen die niet aarzelden: de door Asscher en Cohen benaderde Joden dachten via de Joodse Raad invloed uit te kunnen oefenen en vermoedden toen nog niet dat de Joodse Raad slechts een instrument van de nazi's zou zijn. De enige die principieel weigerde was prof. Herman Frijda, die dacht dat de Joodse Raad nooit meer zou zijn dan een werktuig van de bezetter. De leden van de Joodse Raad waren allemaal Joodse notabelen. Asscher wilde dat ook de Joodse arbeiders vertegenwoordigd werden en vroeg Ies Voet, voorzitter van de Algemene Nederlandse Diamantbewerkersbond, om deel te nemen aan de Raad. Na aarzeling deed Voet mee, maar al snel trad hij weer af wegens 'gezondheidsredenen'. Hiermee waren de arbeiders al snel uit de Joodse Raad verdwenen. Ook de vertegenwoordiger van de Jodenbuurt, de slager A. Quiros, trad spoedig af. De Jodenbuurt richtte een eigen vertegenwoordiging op waarmee de Joodse Raad geregeld contact zou onderhouden.

## Samenstelling

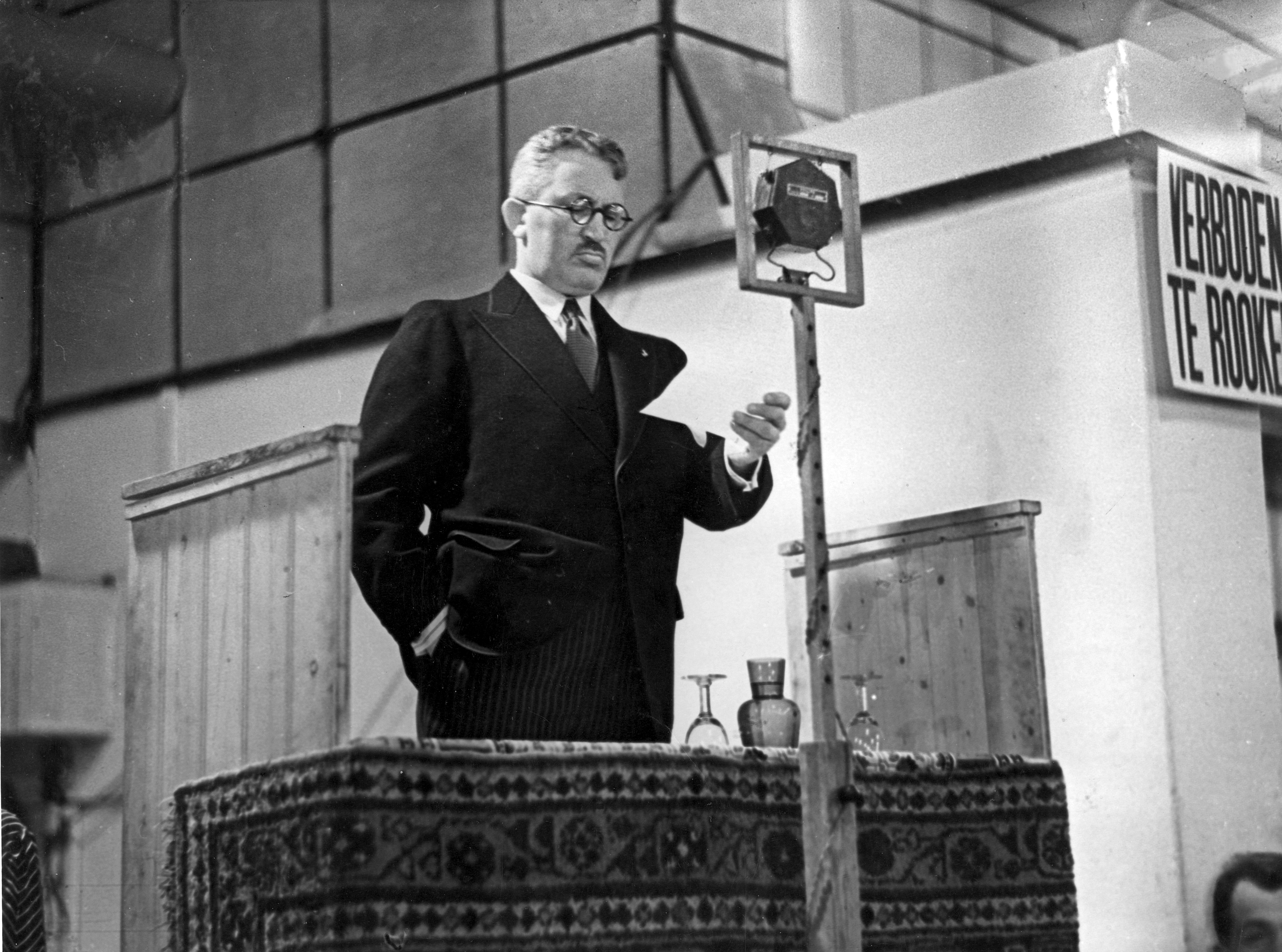
Abraham Asscher

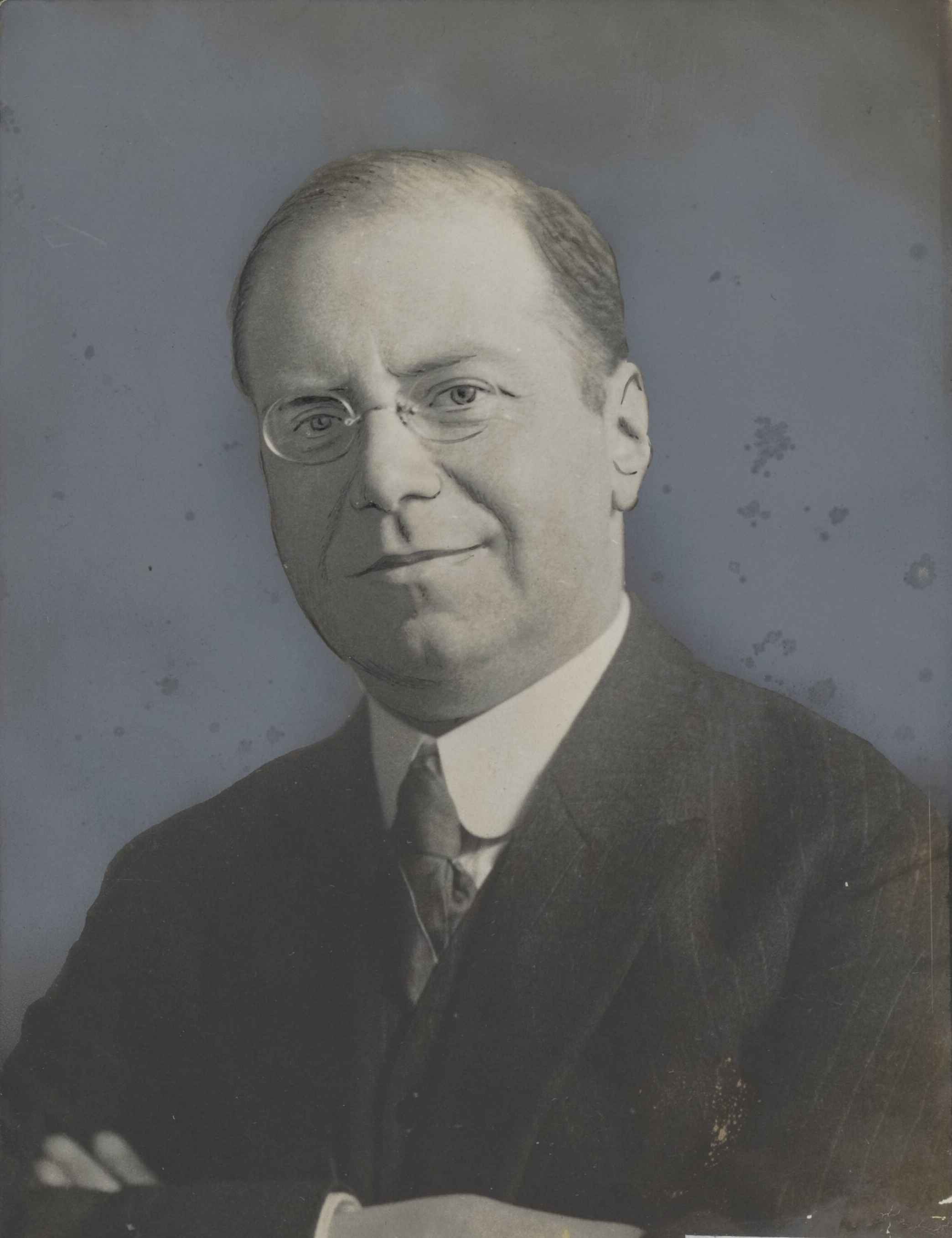
David Cohen

Op donderdag 13 februari 1941 vond ten huize van Abraham Asscher de constituerende vergadering plaats. Onmiddellijk daarna zonden beide voorzitters Beauftragter Hans Böhmcker de lijst met namen van personen die het bestuur vormden van de Joodse Raad (voornamelijk notabelen):
- Abraham Asscher (1880-1950), voorzitter
- David Cohen (1882-1967), voorzitter
- Jacob Arons (1882-1943 (Auschwitz)), arts
- Nochem de Beneditty (1883-1944 (Auschwitz)), rechter, op last van de Duitse bezetter ontslagen uit zijn functie
- Arnold van den Bergh (1886-1950), notaris
- Albert Barend Gomperts (1883-1963), advocaat
- Isidore de Haan (1884-1943 (Sobibór)), fabrikant
- Abraham de Hoop (1895-1943 (Auschwitz)), directeur bioscoopbond
- Marinus Kan (1891-1945 (Bergen-Belsen)), advocaat en voorzitter van de Nederlandse Zionistenbond. Mr. Kan vormde met mr. Kisch de twee leden van de Joodse Raad die later om principiële redenen het lidmaatschap neerlegden.
- Izaak Kisch (1905-1980), rechtsgeleerde, op last van de Duitse bezetter ontslagen uit zijn functie van universitair docent
- Abraham Krouwer, accountant
- Siegfried van Lier (1877-1976), op last van de Duitse bezetter ontslagen uit zijn functie van gemeentesecretaris Amsterdam
- A.J. Mendes da Costa
- Juda Lion Palache (1886-1944 (Auschwitz)), op last van de Duitse bezetter ontslagen uit zijn hoogleraarsfunctie en voorzitter van het Portugees-Israëlitische Kerkgenootschap
- Max Prins (1884-1944 (Bergen-Belsen)), jurist, op last van de Duitse bezetter ontslagen als hoofd arbeidszaken gemeente Amsterdam
- Lodewijk Hartog Sarlouis (1886-1944 (Auschwitz)), opperrabbijn van de Nederlandsch-Israëlitische Hoofdsynagoge
- David Sluijs (1871-1943 (Sobibór)), secretaris der Joodse gemeente
- A. Soep Bzn.
- Ies Voet, op last van de Duitse bezetter uit zijn functie van voorzitter van de Algemene Nederlandse Diamantbewerkersbond gezet. Voet trad na één week af.
- Isidoor Henry Joseph Vos (1887-1943 (na een beroerte)), Tweede Kamerlid en voormalig wethouder van Amsterdam namens de Liberale Staatspartij

In de loop der tijd zou de samenstelling van de raad af en toe gewijzigd worden, maar in grote lijnen bleef de samenstelling ongewijzigd.
Er bestaat een verslag van de eerste vergadering van de Joodse Raad op 13 februari 1941 gehouden in de fabriek van Asscher. Uit dit verslag blijkt dat naam noch taak van de Joodse Raad duidelijk was. De aanwezigen wilden zich 'Commissie van Vertegenwoordiging voor de Amsterdamse joden' noemen en dachten dat ze vooral een uitvoerende en overbrengende taak zouden hebben. Ze wilden geen verantwoordelijkheid dragen voor de opdrachten die ze over moesten brengen en meenden dat ze oneervolle opdrachten gericht aan Joden konden weigeren.

## Het eerste bevel: wapens inleveren
In de Beurs voor de Diamanthandel op het Weesperplein kwamen 's middags 13 februari 1941 ongeveer 5.000 bewoners van de Jodenbuurt samen in twee vergaderingen om te luisteren naar een redevoering van Asscher. De meeste leden van de nieuwe Joodse Raad waren aanwezig, vergezeld door leden van de Sicherheitspolizei. Asscher vertelde tijdens zijn rede dat de Joden alle vuur-, slag- of steekwapenen of enig ander wapen direct moesten inleveren op het politiebureau aan het Jonas Daniël Meijerplein. Er werden nauwelijks wapens ingeleverd. Of er vrijwel geen wapens aanwezig waren of dat de bewoners besloten geen gehoor te geven aan de oproep, is niet bekend. De Joodse inwoners verklaarden later wel dat Asscher met zijn oproep de verzetswil van de Joden brak en de solidariteit tussen Joden en niet-Joden afbreuk deed. Bij dat laatste moet ook bedacht worden dat er nog steeds een legitieme Nederlandse regering in ballingschap bestond, geleid door Wilhelmina, die opriep vooral niet te doen wat Asscher deed: samenwerken met de bezetter. Toch was Böhmcker niet tevreden met de respons op het gegeven bevel en berichtte Asscher op 17 februari 'Das bisherige Ergebnis der Ablieferung entspricht nicht den tatsächlichen Verhältnissen’. Asscher antwoordde op 19 februari dat de Joodse Raad nog eens in de Jodenhoek het Duitse bevel had doorgegeven, het ultimatum werd verlengd tot 21 februari, maar ook dit leverde niets op.

## Het Joodsche Weekblad
In opdracht van de bezetter gaf de Joodse Raad, onder directe verantwoordelijkheid van Asscher en Cohen, Het Joodsche Weekblad uit, dat elke vrijdag van 11 april 1941 t/m 28 september 1943 verscheen. Het blad stond onder Duitse censuur en bevatte - naast artikelen op het terrein van Joodse literatuur, kunst, geschiedenis en educatieve activiteiten - de officiële mededelingen (vooral geboden en verboden) van de bezetter aan de Joden en vormde daardoor een soort Staatsblad of Staatscourant, vaak met aansporingen van Asscher en Cohen om zich er stipt aan te houden, niet alleen voor ieders eigen bestwil, maar ook om de andere Joden niet in gevaar te brengen. Ondanks de mededelingen omtrent nieuwe, door de Duitsers uitgevaardigde anti-Joodse maatregelen, bevatte het Joodsche Weekblad geen direct nieuws over wat er daadwerkelijk met de Joden gebeurde. Zo bleef de razzia van juni 1941 onvermeld, evenals het begin van de deportaties met de schriftelijke oproepen in de eerste weken van juli 1942. Ook de grote razzia's van mei, juni en juli 1943 worden met geen woord vermeld. Door het uiterst selectieve karakter van het materiaal dat de Joodse Raad mocht afdrukken en door de herhaaldelijke aankondigingen van cursussen en culturele activiteiten, terwijl in werkelijkheid de massale deportaties en vernietiging van de Joodse gemeenschap in volle gang waren, krijgt een lezer die bekend is met de ware aard van de gebeurtenissen, een nogal macabere indruk van de artikelen en advertenties in het Joodsche Weekblad. Het blad hield op te bestaan toen er in Nederland alleen nog maar ondergedoken Joden waren.

## Ontwikkeling
Door diverse omstandigheden werd de positie van de Joodse Raad sinds de oprichting geleidelijk sterker. De Zentralstelle für jüdische Auswanderung gaf de Raad bevoegdheden zoals het innen van een heffing voor Joden en het verlenen van verhuis- en reisvergunningen. Verschillende instanties oefenden rechtstreekse druk uit op de Joodse bevolking die de Joden in de richting van de Raad drong. Duitse verordeningen in het najaar van 1941 leidden tot de opheffing van de andere organisaties of tot hun onderschikking aan de raad.
Oorspronkelijk was de Joodse Raad er alleen voor de Amsterdamse Joden en startte hij zijn werkzaamheden onder de naam 'Joodsche Raad voor Amsterdam', een naam die nooit officieel is gewijzigd. De bevoegdheid van de Joodse Raad was in eerste instantie beperkt tot de hoofdstad, maar het belang van (Joods) Amsterdam was in Nederland zo groot, dat de invloed van de Raad zich tot buiten Amsterdam uitbreidde. Binnen de Raad, en dan met name bij prof. dr. David Cohen, bestond de wens zijn bevoegdheid tot heel Nederland uit te breiden. Daartoe werd in de tweede helft van 1941 een 'Statuut Joodsche Raad voor Nederland' opgesteld, maar dit werd door de Duitsers niet aanvaard. De Joodse Raad heeft tijdens zijn bestaan nooit een formele status gehad. De twee voorzitters waren uitsluitend persoonlijk aansprakelijk voor de activiteiten van de Raad en ze waren direct verantwoordelijk aan de lokale Duitse autoriteiten in Amsterdam: de Beauftragte van Reichskommissar Seyss-Inquart, Böhmcker (later Schröder) en de chef van de Sicherheitspolizei und Sicherheitsdienst ('Sipo und SD') in Amsterdam, Willy Lages.
Eind oktober of begin november 1941 kreeg de Joodse Raad de opdracht van de Zentralstelle für jüdische Auswanderung om binnen zeer korte termijn Provinciale Joodse Raden te benoemen, dat wil zeggen per provincie een of twee vertegenwoordigers, 'aan wie de Stelle opdrachten kan geven, direct of indirect. Deze benoemingen heeft het Presidium in vrijwel alle provincies gedaan, terwijl in elke gemeente vertrouwensmannen als leden van "Joodsche Raden" zijn aangewezen'. De 'Sipo und SD' kreeg dus de vrije hand om meerdere Joodse raden op te richten, en in zekere zin is dat ook gebeurd (hoewel men destijds niet over meerdere raden sprak). Deze andere raden waren afhankelijk van de Joodse Raad in Amsterdam, maar konden als dat nodig zou zijn rechtstreeks door de 'Sipo und SD' gebruikt worden. Ze hadden geen invloed op de beslissingen en onderhandelden ook niet met de Duitsers over 'grote' zaken, maar konden toch op plaatselijk niveau manoeuvreren.
Ook werd Tehuis Oosteinde geopend, waar een afdeling van de Joodse Raad gevestigd was.

## De Joodse Raad en de deportaties

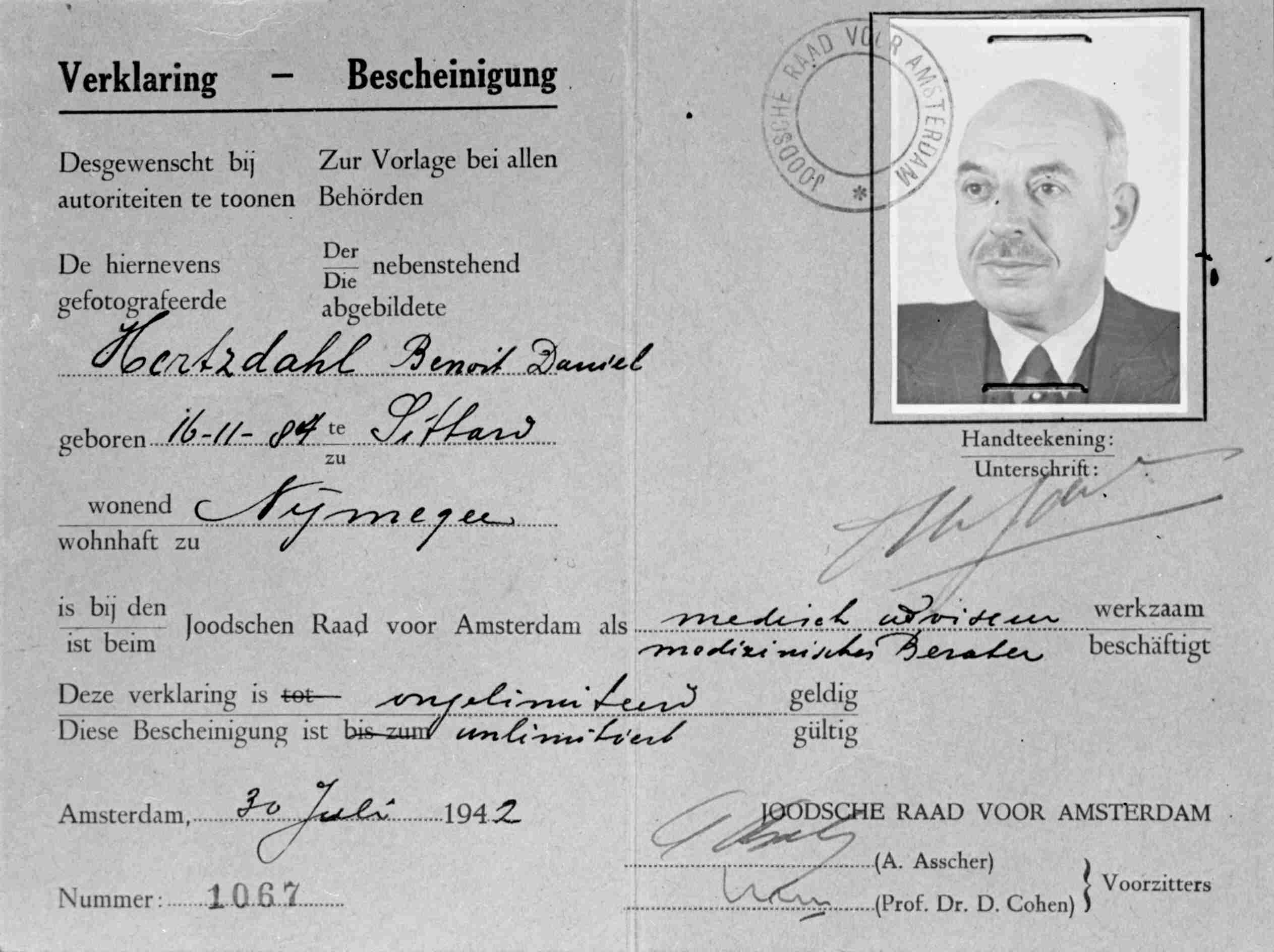
Verklaring d.d. 30 juli 1942 waaruit blijkt dat B.D. Hertzdahl te Nijmegen voor de Joodse Raad te Amsterdam als medisch adviseur optrad

In de eerste helft van 1942 moest de Joodse Raad meewerken aan de deportatie van duizenden Joden naar werkkampen in Nederland. Eerst ging het alleen om werklozen, later ook om mensen die een baan of eigen zaak hadden. In juni 1942 werd de Raad meegedeeld dat 600 Joden per dag naar Kamp Westerbork moesten, om vandaar naar "een, onder politietoezicht staande, werkverruiming in Duitschland" te worden vervoerd. De betrokkenen werden door de Zentralstelle geselecteerd; de namen werden vervolgens aan de Raad voorgelegd, die dan medewerkers van de Raad en andere onmisbare personen mocht schrappen. Later, op 2 en 3 oktober 1942, werden in een landelijke ophaalactie ruim 5.000 mannen uit diverse Joodse werkkampen en hun gezinnen, bij elkaar ruim 12.000 mensen, naar Westerbork overgebracht.
In Amsterdam gingen in juli 1942 4.000 oproepen uit, maar lang niet alle opgeroepenen meldden zich daadwerkelijk. Daarop hield de Duitse bezetter op 14 juli 1942 een razzia en pakte daarbij ongeveer 700 willekeurige Joden. Deze groep zou naar het toen al beruchte concentratiekamp Mauthausen in Oostenrijk worden gestuurd als degenen die waren opgeroepen zich niet kwamen melden. Daarop meldden zich meer Joden. De 700 opgepakte Joden, behalve de strafgevallen, werden vrijgelaten. De naar Westerbork getransporteerden werden aangevuld met Joden die daar en in kamp Amersfoort al zaten. Op 15 en 16 juli vertrokken de eerste treinen met meer dan 2.000 Joden naar Auschwitz; in totaal zijn in de tweede helft van 1942 ruim 38.500 Joden naar het oosten gezonden. Al snel werden niet alleen mannen en vrouwen van 16 tot 40 jaar opgeroepen, maar moesten hele gezinnen inclusief kinderen en ouderen zich melden. Doordat steeds meer Joden de oproepen negeerden, werden de voor deportatie geselecteerden vanaf begin september 1942, door middel van naam- en adreslijsten, 's avonds van huis opgehaald. Hierbij kregen de slachtoffers maar 20 minuten om zich gereed te maken voor vertrek. Vanaf eind 1942, toen steeds meer kinderen, ouderen en zieken werden opgepakt en weggevoerd, was het wel duidelijk dat de gedeporteerden helemaal niet tewerkgesteld werden.
Leden en medewerkers van de Joodse Raad werden vrijgesteld, maar bijvoorbeeld ook Joden die voor het gemeenschapsleven der Nederlandse Joden onmisbaar werden geacht. Het feit dat werk voor de Joodse Raad vrijstelling van deportatie betekende, zorgde binnen de uitvoeringsorganen van de Raad voor een steeds groter ambtenarenapparaat; de Raad had uiteindelijk duizenden mensen in dienst. De vrijstelling werd 'Sperrung' genoemd. De procedure was dat er een speciaal stempel verkregen moest worden bij de Raad: een zogeheten ”Sperr-stempel”, dat naast het al bestaande Jodenstempel geplaatst werd in het persoonsbewijs. De stempels gaven recht op vrijstelling 'bis auf weiteres' (tot nader order): geen garantie dus, maar tijdwinst werd als belangrijk gezien met het oog op het idee dat de bevrijding snel zou komen. De sperren van de Joodse Raad werden van levensbelang, want vluchten was bijna niet meer mogelijk. In september 1942 maakte de Raad een lijst van 35.000 Joden die de Raad een stempel wilde geven, maar de bezetter stond er 17.500 toe, weer te selecteren door de Raad. Daarbij spaarde de Raad notabelen ten koste van arbeiders. Naast de stempels van Joodse Raads waren er ook nog andere categorieën. Wie ondanks een stempel in Westerbork belandde kon daar alsnog een beroep doen op het stempel, en dan vrijgelaten worden of in Westerbork zelf voor korte of langere tijd vrijgesteld worden van verder transport. In het voorjaar van 1943 waren 14.000 Joodse Raad-stempels over, nadat die voor Joden buiten Amsterdam bijna alle vervallen waren. In mei 1943 moest de Raad dit reduceren tot 7000, weer te selecteren door de Raad. De Raad deed dat; de overigen werden opgeroepen zich te melden voor transport naar Westerbork. Er kwamen er slechts 550. Daarop werden er razzia's gehouden, de stempels vervielen. De laatste was de razzia van 29 september 1943 in Amsterdam, daarbij werden de laatste legaal in Amsterdam wonende Joden opgepakt. Ook Asscher en zijn gezin, maar Cohen en zijn gezin niet. Hij overwoog onder te duiken, maar zag ervan af. Op 30 september 1943 werden ook hij en zijn gezin opgepakt en naar Westerbork gebracht.
Een deel van de Joden die naar Westerbork moesten, werd eerst een dag tot een week in de Hollandsche Schouwburg vastgehouden, bemand door medewerkers van de Raad en Duitsers. Er verbleven gemiddeld 300 tot 400 personen tegelijk.
De deportatie van de Joden in Nederland voltrok zich dus tussen juli 1942 en september 1943. In die periode werden door middel van oproepen, ophalen uit de huizen, ontruiming van de werkkampen voor Joodse mannen in Nederland en bij grote en kleine razzia’s de Joden door de Duitse politie, met medewerking van de Nederlandse politie of door pro-Duitse eenheden bestaande uit NSB'ers en Nederlandse SS'ers, van huis gehaald. Ook daarna werden nog vele ondergedoken Joden opgepakt, meestal doordat ze werden verraden.

## Einde
In Westerbork werden Asscher en Cohen geïnformeerd door Aus der Fünten (Hauptsturmführer-SS en belast met de dagelijkse leiding over de Zentralstelle für jüdische Auswanderung) en de Westerborkse kampcommandant Gemmeker dat de Joodse Raad had opgehouden te bestaan, wat de facto door het afvoeren van de leden al het geval was. In het najaar van 1944 werden Asscher en Cohen vanuit Westerbork op transport gesteld. Beiden overleefden de oorlog, Asscher in Bergen-Belsen en Cohen in Theresienstadt. Van de andere leden van de Joodse Raad zijn de lotgevallen verschillend. Juda Lion Palache en Lodewijk Hartog Sarlouis werden vermoord in Auschwitz. Bestuurslid Arnold van den Bergh overleefde de oorlog door onder te duiken in Laren, en ook Izaak Kisch overleefde de oorlog.

## Oordeel
Er is na de oorlog veel kritiek geweest op de Joodse Raad. Volgens critici heeft de raad het de nazi's alleen maar makkelijker gemaakt. Grotere tegenwerking en meer zand in de organisatorische molen in plaats van collaboratie hadden misschien veel levens kunnen redden. Anderzijds wordt gesteld dat het geen zin zou hebben gehad als Asscher, Cohen of enige andere betrokkene geweigerd had om in de Joodse Raad zitting te nemen. De ervaring met de Joodse raden in Polen en Rusland heeft bewezen dat het niet accepteren van de opdracht, vluchten of zelfmoord plegen door voorzitters en leden geen verandering in de situatie bracht; er werden door de Duitsers altijd en meteen (gedwongen) plaatsvervangers gevonden. Ook hebben zij voorzitters van Joodse raden en leden die niet serviel genoeg waren, constant gewisseld. Het is dus maar de vraag of andere voorzitters (of leden) het beter zouden hebben gedaan.
De Joodse Ereraad oordeelde: 'dat de voorzitters van de Joodsche Raad gefaald hebben in een wereld, die zelf in gebreke is gebleven'. Aan het eind spreekt deze Ereraad als zijn mening uit:
- dat het laakbaar is geweest, de opdracht tot vorming van een 'Amsterdamse Jodenraad' en het voorzitterschap van deze Raad (wat verantwoordelijkheid jegens de Duitsers medebracht) uit handen van de Duitsers te hebben aanvaard;
- dat het laakbaar is geweest, het Joodse Weekblad te blijven uitgeven, toen eenmaal bleek, dat het de Duitsers van meer nut dan de Joden moest zijn, waarbij de Ereraad tevens herinnert aan zijn afkeurend oordeel over een aantal berichten, die hiervoor zijn genoemd;
- dat het laakbaar is geweest, medewerking te verlenen aan een aantal anti-Joodse maatregelen, zoals het uitgeven van de Jodenster en het verzenden van bevelen om naar Westerbork te vertrekken;
- dat de wijze, waarop de voorzitters de weigerachtigen tot het geven van de bijdrage tot de eerste heffing aanschreven, laakbaar is geweest;
- dat de medewerking, verleend bij de selectie voor deportatie, in het bijzonder de medewerking in mei 1943, zeer laakbaar is geweest.

Abraham Asscher wees het vonnis van de hand, hij sneed alle banden met de Joodse gemeenschap door.
Op 6 november 1947 werden Cohen en Asscher op last van N.J.C. Sikkel, procureur-fiscaal van het Bijzonder Gerechtshof te Amsterdam, gearresteerd en opgesloten in het Huis van Bewaring aldaar, wegens medewerking aan de vijand waardoor de deportatie van Joden in belangrijke mate zou zijn vergemakkelijkt. Na een maand werden ze in afwachting van een eventuele berechting voorlopig vrijgelaten. In 1951 werd van strafvervolging van Cohen afgezien (Asscher was in 1950 overleden) 'op gronden aan het algemeen belang ontleend'.